# سن-بلز-سور-ریشولیو، کبک
سن-بلز-سور-ریشولیو (به فرانسوی: Saint-Blaise-sur-Richelieu) شهری در منطقه شهری لو او-ریشولیو ناحیه مونترژی در استان کبک کانادا است. در سرشماری سال ۲۰۱۱ این شهر ۲٬۰۴۰ نفر جمعیت داشته‌است و مساحت آن ۶۸٫۴۲ کیلومتر مربع است.